# Carnivore (Carnivore-Album)
Carnivore ist das Debütalbum der US-amerikanischen Thrash-Metal-Band Carnivore. Es erschien Ende 1985 bei Roadrunner Records und gehört heute zu den bedeutendsten Frühwerken des Thrash Metal. Das Musikmagazin Rock Hard führte es 2009 auf seiner Liste 250 Thrash-Alben, die man kennen sollte, für Ian Christe gehört es zu den 15 wichtigsten Veröffentlichungen des Genres in den 1980er Jahren. Das Magazin Revolver zählt es zu den 14 Thrash-Metal-Alben, die man besitzen muss.

## Entstehung und Veröffentlichung
Carnivore war bereits seit 1983 in der Region um New York City aktiv, Zentrum war der Club CBGB. Dessen Buchungsmanagerin Connie Barnett wurde von Cees Wessels, Eigentümer von Roadrunner Records, als Talent-Scout engagiert. Barnett war zugleich Managerin von Carnivore und Whiplash und verhalf diesen beiden Bands 1985 so zu einem Plattenvertrag bei Roadrunner. Carnivore hatte in der Zeit vor dem Plattenvertrag ausreichend Lieder für ein Album geschrieben, World Wars III & IV sowie Carnivore waren bereits auf dem 1984er Demo enthalten. Das Grundgerüst der Stücke stammte ebenso wie die Texte von Sänger Peter Steele, die Arrangements nahmen er und Louie Beateaux vor, da Carnivore während der Entstehung der Lieder zeitweise keinen festen Gitarristen hatte. Die Aufnahmen zum Album fanden im Juli 1985 in einem Tonstudio in Manhattan unter Leitung von Musikproduzent Norman Dunn über Nacht statt. Mit dem Ergebnis war insbesondere Steele unzufrieden, er empfand seinen Gesang zu sehr in den Vordergrund gemischt und die Gitarrenarbeit von Keith Alexander ungenügend, weshalb im ersten Mix nur Bass, Schlagzeug und Gesang zu hören waren. Aus diesem Grund ließ die Band das Album auf eigene Kosten nochmals abmischen.
Carnivore erschien Ende 1985 in Europa und Anfang 1986 in Nordamerika. Das Cover stammte von dem New Yorker Künstler Seán Taggart. Die Veröffentlichung fand wenig Aufmerksamkeit, so konnten in den USA nur rund 5.000 Alben verkauft werden.

## Rezeption
Das Album wurde von Fans und Kritikern in musikalischer Hinsicht positiv aufgenommen, Joachim Prein vom Rock Hard bewertete es mit 8,5 von 10 Punkten. Laut Eduardo Rivadavia von Allmusic hebt die Mischung aus Hardcore und Metal das Album aus der Masse der gleichartigen Veröffentlichungen der 1980er Jahre hervor. Für Irritationen sorgten die Texte des Albums, die seinerzeit als menschenverachtend und frauenfeindlich angesehen wurden. Johannes Paul Köhler vom Magazin Deaf Forever bezeichnete sie 2014 als „Arien der Verrohung“ und für Rivadavia war das Überstrapazieren von Themen wie Weltkrieg und genretypischer Klischees in den Texten typisch für den amerikanischen Metal der 1980er Jahre. Sänger Peter Steele bezeichnete das Image der Band später als „(bitterböse) Ironie“. Auch Schlagzeuger Louie Beateaux betont, dass Carnivore nie eine politische Band war, dass die auf dem Cover abgebildeten Triskelen als Swastika missverstanden werden könnten, sei nicht beabsichtigt gewesen.

## Titelliste
- Predator  – 4:33
- Carnivore – 3:22
- Male Supremacy – 7:31
- Armageddon – 4:14
- Legion of Doom – 3:31
- God Is Dead – 4:14
- Thermonuclear Warrior – 5:38
- World Wars III & IV – 10:13

Bonustracks der Wiederveröffentlichung (2008, Metal Mind):
- U.S.A For U.S.A (Demo)
- S.M.D. (Demo)
- Sex and Violence (Demo)

## Belege
1. ↑  Götz Kühnemund: 250 Thrash-Alben, die man kennen sollte. In: Rock Hard. Nr. 265, Juni 2009, S. 75.
2. ↑  Ian Christe: Sound of the Beast. The Complete Headbanging History of Heavy Metal. HarperEntertainment, New York NY 2003, ISBN 0-380-81127-8, S. 137.
3. ↑  Martin Popoff: 14 Thrash Albums You Need to Own. In: Revolver. 29. August 2014, abgerufen am 2. Februar 2015 (englisch).
4. 1 2  Johannes Paul Köhler: Nuklearneandertaler! S. 14.
5. ↑  Johannes Paul Köhler: Nuklearneandertaler! S. 16.
6. 1 2 3  Johannes Paul Köhler: Nuklearneandertaler! S. 17.
7. ↑  Johannes Paul Köhler: Nuklearneandertaler! S. 15.
8. 1 2  Joachim Prein: Carnivore – Carnivore. In: Rock Hard. 1985, abgerufen am 31. Januar 2015.
9. ↑  Götz Kühnemund: Metal für Rechtsradikale? Oder alles nur ein großes Missverständnis. In: Deaf Forever. Nr. 1/15, S. 15.